# Tatra Tr831
Tatra Tr831 (neoficiálně Tatra T 404) je označení pro pokusný trolejbus, který vznikl vestavěním elektrické výzbroje ČKD do karoserie určené původně pro trolejbus Škoda 17Tr.

## Konstrukce
Vůz Tr831 byl sestaven z karoserie druhého prototypu trolejbusu 17Tr, která byla vyrobena v roce 1990 Karosou, a elektrické výzbroje typu TV10 od ČKD. Karoserie byla odkoupena podnikem ČKD již brzy po vyrobení (důvodem bylo ukončení projektu Škoda 17Tr); funkční vzorek vozu Tr831 vznikl v letech 1991 a 1992 v dílnách pražského dopravního podniku v Hostivaři. Jedním z impulsů ke vzniku tohoto vozu byla také úvaha o obnovení trolejbusové dopravy v Praze.
Polosamonosná karoserie je složena z panelů. V pravé bočnici se nacházejí troje dvoukřídlé výklopené dveře. Elektrická výzbroj TV10 s GTO tyristory byla úspornější než v té době používaná výzbroj v trolejbusech Škoda 14Tr. Ve funkčním vzorku byla umístěna v zadní části interiéru, vůz tak nebyl určen pro přepravu cestujících, ale pouze pro zkušební jízdy. Vozidlo pohání dva sériové tramvajové trakční motory s individuálním pohonem kol. Každý motor tedy pohání jedno kolo zadní nápravy. Tr831 měl také zabudovanou akumulátorovou baterii, která umožňovala nouzový pojezd rychlostí 5 km/h i se staženými sběrači.

## Funkční vzorek
Jediný vůz tohoto typu vznikl v letech 1991 a 1992, kdy byla do karoserie vyrobené v roce 1990 zabudována elektrická výzbroj. Trolejbus označený evidenčním číslem 001 byl zprovozněn v roce 1993. Zkušební jízdy trvaly až do roku 1995 v Hradci Králové a v Brně (zde pouze dva měsíce). V roce 1996 byl vůz odkoupen od ČKD Dopravním podnikem Ostrava (DPO). Zde byla do vozu instalována běžná výzbroj trolejbusu 14Tr a vozidlo bylo v Ostravě jako trolejbus 17Tr s evidenčním číslem 3902 uvedeno do běžného provozu v roce 1998.  V roce 2006 byl tento trolejbus vyřazen a převeden mezi historická vozidla DPO.